# Eva Amurri
Eva Amurri (New York, 1985. március 15. –) amerikai-olasz színésznő.

## Életpályája
Tanulmányait a Friends Seminary-ban, a Saint Ann's Schoolban és a Brown Egyetemen végezte el. 2001-ben vendégszereplője volt a Jóbarátok című sorozatnak. 2002-ben az Örök lányok című filmben édesanyjával, Susan Sarandonnal játszott együtt. 2004-ben megjelent A rosszak jobbak című filmben. 2008-ban főszereplője volt A cél szerelmesíti az eszköz című filmnek. 2009-ben a Kaliforgia című sorozat harmadik évadjában egy Jackie nevű főiskolai hallgatót és sztriptíztáncosnőt, a főszereplő Hank Moody szerelmi partnerét alakította.
2009 és 2014 között az Így jártam anyátokkal Shelly-je volt. 2010-ben a Doktor House című sorozatban Nicole szerepében volt látható. 2012-ben az Apa ég! című filmben az édesanyja által megformált főszereplő, Mary McGarricle fiatalkori énjét játszotta.

## Családja
Édesanyja az Oscar-díjas amerikai színésznő Susan Sarandon, édesapja az olasz rendező Franco Amurri.
2011-ben ment hozzá a korábbi labdarúgó sportkommentátor Kyle Martinóhoz. Két gyermekük született: 2014 augusztusában egy lány, 2016 októberében pedig egy fiú.

## Filmográfia

### Film
| Év   | Magyar cím                      | Eredeti cím                    | Szerep                     | Magyar hang        |
| ---- | ------------------------------- | ------------------------------ | -------------------------- | ------------------ |
| 1992 | Bob Roberts                     | Bob Roberts                    | gyermek a kórházban        |                    |
| 1995 | Ments meg, Uram!                | Dead Man Walking               | Helen Prejean kilencévesen |                    |
| 1999 | Mindenütt jó                    | Anywhere but Here              | lány a tévében             |                    |
| 2002 | A szépség titka                 | Made-Up                        | Sara Tivey                 |                    |
| 2002 | Örök lányok                     | The Banger Sisters             | Ginger Kingsley            | Bogdányi Titanilla |
| 2004 | A rosszak jobbak                | Saved!                         | Cassandra Edelstein        | Dögei Éva          |
| 2007 | Charlie Banks: Az élet iskolája | The Education of Charlie Banks | Mary                       | Tompos Kátya       |
| 2007 | Szemvillanás alatt              | The Life Before Her Eyes       | Maureen                    | Berkes Boglárka    |
| 2008 | Szeretlek, New York             | New York, I Love You           | Sarah                      | Bogdányi Titanilla |
| 2008 | A cél szerelmesíti az eszközt   | Middle of Nowhere              | Grace Berry                | Pálmai Anna        |
| 2008 |                                 | Animals                        | Jane                       |                    |
| 2011 |                                 | Isolation                      | Amy Moore                  |                    |
| 2012 | Apa ég!                         | That's My Boy                  | Mary McGarricle fiatalon   | Major Melinda      |
| 2012 | Apa ég!                         | That's My Boy                  | Mary McGarricle fiatalon   | Szabó Zselyke      |
| 2013 |                                 | AmeriQua                       | Vicky                      |                    |
| 2013 | Legénybúcsú a vadonban          | Stag                           | Veronica                   | Orosz Anna         |
| 2016 |                                 | Mothers and Daughters          | Gayle                      |                    |

### Televízió
| Év        | Magyar cím                  | Eredeti cím                       | Szerep                           | Megjegyzések                                            |
| --------- | --------------------------- | --------------------------------- | -------------------------------- | ------------------------------------------------------- |
| 1999      | Meglepő túszdráma           | Earthly Possessions               | tizenéves lány                   | - tévéfilm - magyar hangja: - Simonyi Piroska           |
| 2001      | Jóbarátok                   | Friends                           | Dina Lockhart                    | 1 epizód                                                |
| 2009      | Kaliforgia                  | Californication                   | Jackie                           | 9 epizód                                                |
| 2009–2014 | Így jártam anyátokkal       | How I Met Your Mother             | Shelly                           | 2 epizód                                                |
| 2010      | Mercy angyalai              | Mercy                             | Sharra Kelly                     | 2 epizód                                                |
| 2010      | Doktor House                | House                             | Nicole Murray                    | 1 epizód                                                |
| 2010      |                             | Childrens Hospital                | kedves nővér                     | 1 epizód                                                |
| 2011      | Pecatanya                   | Fish Hooks                        | Bleak Molly (hangja)             | 1 epizód                                                |
| 2011–2013 | Új csaj                     | New Girl                          | Beth                             | 2 epizód                                                |
| 2012      | Apaütők                     | Guys with Kids                    | Jennifer Thomas                  | 1 epizód                                                |
| 2013      |                             | The Mindy Project                 | Lucy                             | 2 epizód                                                |
| 2014      | Megdönthetetlen             | Undateable                        | Sabrina                          | 8 epizód                                                |
| 2015      | Marilyn Monroe titkos élete | The Secret Life of Marilyn Monroe | Gladys Monroe Mortenson fiatalon | - minisorozat (2 epizód) - magyar hangja: - Gáspár Kata |
| 2022      | Country dinasztia           | Monarch                           | Dottie Roman fiatalon            | visszatérő szerep                                       |

## Fordítás
- Ez a szócikk részben vagy egészben  az   Eva Amurri című angol Wikipédia-szócikk ezen változatának fordításán alapul.  Az eredeti cikk szerkesztőit annak laptörténete sorolja fel. Ez a jelzés csupán a megfogalmazás eredetét és a szerzői jogokat jelzi, nem szolgál a cikkben szereplő információk forrásmegjelöléseként.